# Transportbataillon 465
Das Transportbataillon 465 in Ellwangen war ein Verband der Streitkräftebasis der Bundeswehr und unterstand zuletzt dem Logistikregiment 47 in Dornstadt. Es war neben dem Transportbataillon 165 in Delmenhorst eines von zuletzt zwei Transportbataillonen der Bundeswehr.

## Geschichte
Am 1. April 1959 wurde in Ellwangen das Versorgungsbataillon 306 zur Sicherstellung der Versorgung der Panzerbrigade 30 der 10. Panzerdivision aufgestellt. Am 1. April 1974 wurde das Bataillon in Versorgungsbataillon 10 umbenannt und gleichzeitig der 10. Panzerdivision als Divisionstruppenteil direkt unterstellt. Gleichzeitig entstand aus der vierten Kompanie des Versorgungsbataillons 306 die neue Nachschubkompanie 300 der Panzerbrigade 30.
Zum 1. Oktober 1975 erfolgte eine Umgliederung des Bataillons zum Nachschubbataillon 10, das als teilaktives Bataillon geführt wurde. Zu dieser Zeit waren in Ellwangen nur der Stab sowie die Stabs- und Versorgungskompanie und die fünfte Kompanie des Bataillons stationiert. Die zweite Kompanie befand sich am Standort Günzburg in der Prinz-Eugen-Kaserne, die dritte Kompanie in Sigmaringen und ab 1987 in Laupheim. Die vierte, sechste und siebte Kompanie des Bataillons waren als nicht aktive Kompanien die längste Zeit ihres Bestehens am Mobilmachungsstützpunkt Rainau-Schwabsberg beheimatet.
Nach der Wiedervereinigung und der damit verbundenen Verkleinerung der Bundeswehr erfolgte im Rahmen der Umsetzung der Heeresstruktur V (N) zum 1. April 1993 die Umgliederung des Nachschubbataillons 10 zum Transportbataillon 10, das zunächst aus acht aktiven Kompanien bestand. Hierzu wurden Teile aus dem aufgelösten Panzergrenadierbataillon 302 und den Instandsetzungsbataillonen 10 und 12 herangezogen. Seither waren alle Kompanien am Standort Ellwangen stationiert. Das Bataillon unterstand seit 1. Oktober 1993 dem Nachschubregiment 10 in Veitshöchheim – seit 1. November 2002 als Logistikregiment 10 bezeichnet. Mit der Auflösung des Regiments erfolgte zum 1. Juli 2003 eine Unterstellung zur neu aufgestellten Logistikbrigade 200 in Tauberbischofsheim.
Das Jahr 2005 brachte den größten Umbruch in der Geschichte des Bataillons, denn es wechselte am 30. Juni 2005 vom Heer zur Streitkräftebasis und wurde dem Logistikregiment 46 in Diez unterstellt. Zum 1. Oktober 2005 gliederte das Bataillon sich in das Transportbataillon 465 um. Im Rahmen der Neuausrichtung der Bundeswehr wurde im Oktober 2011 bekanntgegeben, dass sowohl das Logistikregiment 46 als auch das Transportbataillon 465 aufgelöst werden sollten. Mit der geplanten Auflösung des Regiments wechselte das Transportbataillon 465 mit Wirkung zum 1. Oktober 2012 zum Logistikregiment 47 in Dornstadt. Am 23. Januar 2014 erfolgte in der Reinhardt-Kaserne in Ellwangen nach 55 Jahren am Standort schließlich der Auflösungsappell des Bataillons, das mit Wirkung zum 31. März 2014 außer Dienst gestellt wurde. Damit endete auch die 58-jährige Geschichte der Bundeswehrgarnison in Ellwangen. Außerdem wurde damit das letzte Transportbataillon der Bundeswehr aufgelöst.

## Auftrag
Das Transportbataillon 465 hatte den Auftrag Pritschen-, Container-, Kraftstoff- und Schwerlasttransporte als Teil der mobilen Unterstützungskräfte der Bundeswehr sicherzustellen. Außerdem stellte das Bataillon regelmäßig Kräfte für die NATO Response Force und die EU Battlegroup. Außerdem führte das Bataillon die Ausbildung eigener Soldaten zur Durchführung militärischer Transporte aus. Hierzu zählten Ausbildungen in den Bereichen Verpflegung, Instandsetzung und mit modernen Kommunikationsmitteln. Außerdem war es für die Grundausbildung der Rekruten im Logistikregiment 46 verantwortlich.

## Ausgewählte Einsätze
- November 1993 – Mai 1994: Teilnahme am UN-Einsatz UNOSOM II in Somalia
- August 1997: Hilfseinsatz im Rahmen des Oderhochwassers im Raum Frankfurt (Oder), Eisenhüttenstadt, Wiesenau
- März 1998 – Juli 1998: Teilnahme am Auslandseinsatz der Bundeswehr IFOR in Kroatien sowie SFOR in Bosnien
- Juni 2000 – Dezember 2000: Teilnahme am Auslandseinsatz der Bundeswehr KFOR im Kosovo sowie TFF in Mazedonien
- August 2002: Hilfseinsatz im Rahmen des Elbehochwassers im Raum Zeithain, Meißen, Großenhain
- November 2002 – Juni 2003: Teilnahme am Auslandseinsatz der Bundeswehr SFOR in Bosnien
- Januar 2003 – Juli 2003: Teilnahme am Auslandseinsatz der Bundeswehr ISAF in Afghanistan
- März 2005 – September 2005: Teilnahme am Auslandseinsatz der Bundeswehr KFOR im Kosovo
- Juli 2006 – Dezember 2006: Stand-by Phase NRF 7
- Januar 2008 – Juli 2008: Stand-by Phase NRF 10
- Juli 2008 – Dezember 2008: Stand-by Phase EU Battlegroup
- Juni 2013: Hilfseinsatz im Rahmen des Elbehochwassers im Raum Magdeburg

## Gliederung
Das Transportbataillon 465 bestand am 31. Oktober 2011 aus sieben Kompanien mit einer Gesamtstärke von rund 1050 Soldaten.
- 1./TrspBtl 465 (Stabs- und Versorgungskompanie)
- 2./TrspBtl 465 (Transportkompanie, 3 Transportzüge, 15 t MULTI)
- 3./TrspBtl 465 (Transportkompanie, MAN 10 t gl)
- 4./TrspBtl 465 (Transportkompanie, Straßentankwagen)
- 5./TrspBtl 465 (Transportkompanie, reine Luftwaffenkompanie, MAN FALSX)
- 6./TrspBtl 465 (Transportkompanie, 3 Schwerlastzüge, SLT)
- 7./TrspBtl 465 (Grundausbildungskompanie, Aufstellung 5. März 2009)

Außerdem war dem Transportbataillon 465 das Kraftfahrausbildungszentrum Ellwangen angegliedert, das am 1. April 1994 aufgestellt und am 30. Juni 2014 im Rahmen der Neuausrichtung der Bundeswehr aufgelöst wurde.

## Verbandsabzeichen
Das Wappen des Transportbataillons 465 enthält Elemente des Wappens der Stadt Ellwangen. Es besteht aus einem goldfarben umrandeten blauen Dreieckschild, das von einem roten Band mit goldenem Rand diagonal durchzogen wird. Blau und Rot symbolisieren hierbei die Stadtfarben Ellwangens. In der Mitte des Schildes befindet sich das stilisierte Landeswappen Baden-Württembergs. Bis zum Jahr 2005 war in der Mitte des Verbandsabzeichens der staufische Löwe dargestellt, um die Zugehörigkeit zur 10. Panzerdivision zu verdeutlichen. Rechts unten ist eine gelbe Lilie, die dem Wappen der Stadt Ellwangen entstammt. Im linken oberen Bereich beinhaltet das Wappen ein stilisiertes gelbes Wagenrad, das das taktische Zeichen der Transport- bzw. Logistiktruppe darstellt.

## Ehemalige Kommandeure
| Nr. | Name                             | Beginn der Berufung | Ende der Berufung  |
| --- | -------------------------------- | ------------------- | ------------------ |
| 19  | Oberstleutnant Rainer Musselmann | 25. Juli 2012       | 23. Januar 2014    |
| 18  | Oberstleutnant Uwe Zvonar        | 27. Februar 2010    | 24. Juli 2012      |
| 17  | Oberstleutnant Stefan Hüller     | 13. Oktober 2007    | 26. Februar 2010   |
| 16  | Oberstleutnant Klaus Nebe        | 10. August 2005     | 12. Oktober 2007   |
| 15  | Oberstleutnant Nikolaus Bretz    | 25. September 2003  | 9. August 2005     |
| 14  | Oberstleutnant Mehr              | 13. Dezember 2001   | 25. September 2003 |
| 13  | Oberstleutnant Knobloch          | 18. Dezember 1999   | 13. Dezember 2001  |
| 12  | Oberstleutnant Vogt              | 18. Januar 1996     | 17. Dezember 1999  |
| 11  | Oberstleutnant Meixner           | 17. September 1993  | 17. Januar 1996    |
| 10  | Oberstleutnant Overweg           | 20. Dezember 1990   | 16. September 1993 |
| 9   | Oberstleutnant Bartels           | 17. März 1988       | 19. Dezember 1990  |
| 8   | Oberstleutnant Schäfer           | 1. April 1983       | 16. März 1988      |
| 7   | Oberstleutnant Meirich           | 1. April 1981       | 31. März 1983      |
| 6   | Oberstleutnant Jaeger            | 1. Oktober 1975     | 31. März 1981      |
| 5   | Oberstleutnant Götting           | 17. November 1971   | 30. September 1975 |
| 4   | Oberstleutnant Pawel             | 1. April 1970       | 16. November 1971  |
| 3   | Oberstleutnant Mauß              | 1. Januar 1964      | 31. März 1970      |
| 2   | Oberstleutnant Dr. Lohse         | 16. Juli 1961       | 31. Dezember 1964  |
| 1   | Oberstleutnant Köhler            | 1. November 1959    | 15. Juli 1961      |